# Maria Gnaden (Berlin-Hermsdorf)

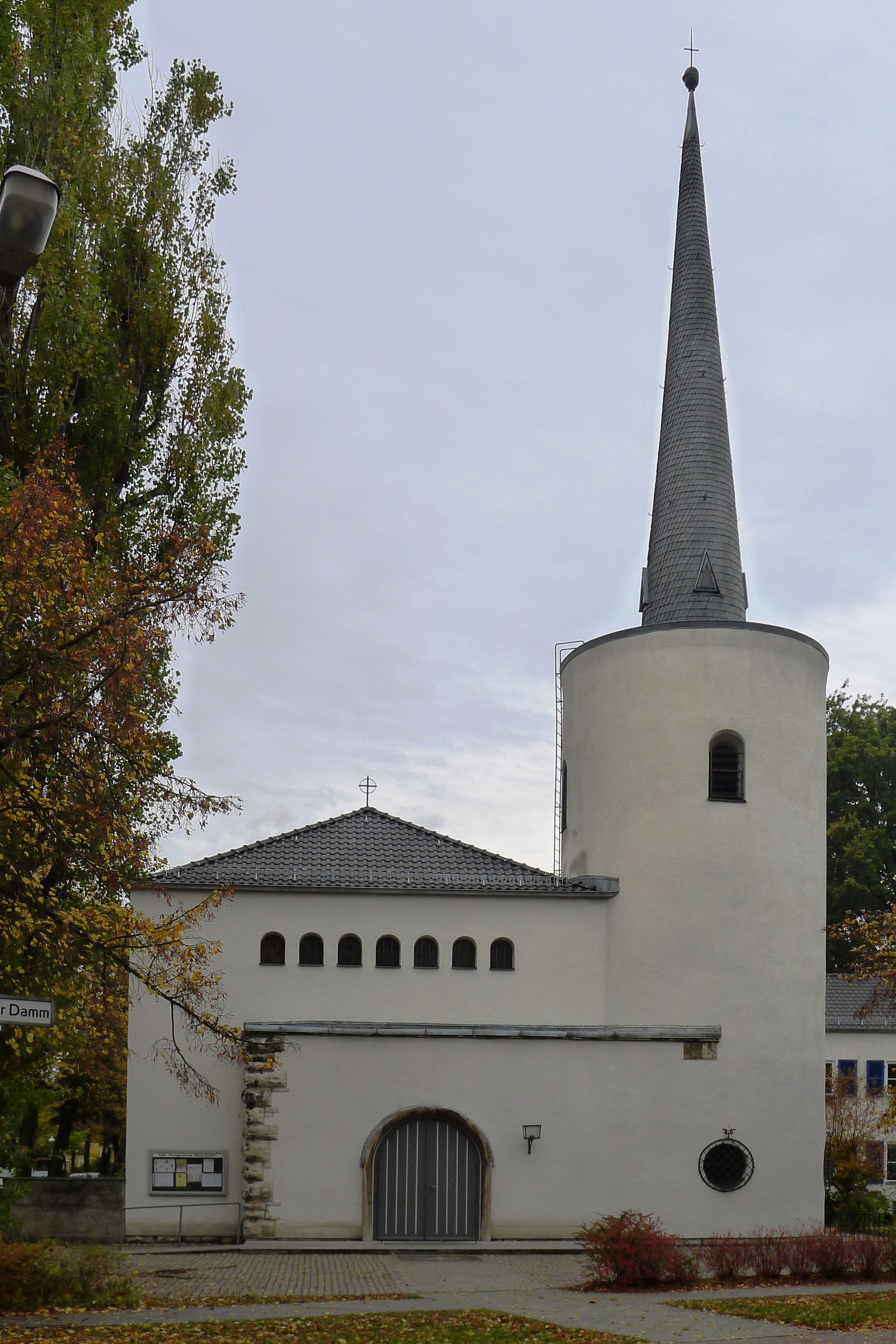
Maria-Gnaden

Die katholische Kirche Maria Gnaden, von Josef Bischof im Heimatschutzstil entworfen, befindet sich am Hermsdorfer Damm 195 / Ecke Olafstraße im Berliner Ortsteil Hermsdorf des Bezirks Reinickendorf. Die am 22. Mai 1934 konsekrierte Saalkirche steht unter Denkmalschutz. Sie ist die Pfarrkirche der am 1. Januar 2017 durch Fusion dreier Pfarreien errichteten katholischen Kirchengemeinde Pfarrei St. Franziskus Reinickendorf-Nord.

## Geschichte
Nach der Eröffnung der Berliner Nordbahn im Jahr 1877 war Hermsdorf verkehrstechnisch gut an die Reichshauptstadt Berlin angebunden. Vor allem die Einführung des Nahverkehrs machte Hermsdorf als Wohnort für Berliner attraktiv. Mehrere private und gemeinnützige Bauträger kauften von den Gutsbesitzern Land, um es zu parzellieren und zu bebauen. Es entstand eine große Siedlung von Landhäusern im gehobenen Stil und die Bevölkerungszahl stieg stark an.
Auf Initiative dort ansässig gewordener katholischer Laien wurde eine Kirchengemeinde ins Leben gerufen. Sie schlug vor, eine Ordensgemeinschaft zur Niederlassung in Hermsdorf zu gewinnen, um bei ihr die Heilige Messe feiern zu dürfen. Die Dominikanerinnen des Maria-Viktoria-Krankenhauses gründeten in Hermsdorf das Dominikus-Stift als Kinderheim, aus dem sich das Dominikus-Krankenhaus entwickelte. Die katholischen Gläubigen Hermsdorfs konnten in deren Kapelle zur Messe gehen. Die Gemeinde wurde 1911 Kuratie, 1922 Pfarrei innerhalb des Gemeindeverbandes der katholischen Kirchengemeinden Berlins. Sie löste sich aber erst 1934 aus der engen Verbindung mit dem Dominikus-Stift, als für sie eine eigene Kirche gebaut wurde.
Im Dezember 1929 begann die Projektierung der Pfarrkirche. Im Mai 1930 wurde das Baugrundstück für 22.000 Mark erworben. Am 13. September 1933 erfolgte der Erste Spatenstich, am 22. Oktober 1933 die Grundsteinlegung. Die Baukosten in Höhe von 123.000 Mark (kaufkraftbereinigt in heutiger Währung: rund 668.000 Euro) wurden zur Hälfte aus Rücklagen der Gemeinde und Spenden gedeckt. 1936 wurde eine Orgel eingebaut. 1971 erhielt die Kirche eine neue, von der Orgelbauwerkstatt Karl Schuke gebaute Orgel. Nähere Informationen können bei Orgel Databank eingesehen werden. Von den drei am 14. April 1934 geweihten Kirchenglocken wurden die beiden größeren im Zweiten Weltkrieg eingeschmolzen. Am 26. November 1943 fielen bei alliierten Luftangriffen Brandbomben in die Kirche ohne größere Schaden anzurichten. Nach 1965 wurden der Hochaltar, die Kommunionbank, die Kanzel und die seitlichen Altäre entfernt,  1988 wurde die Kirche erneut umgestaltet. Aus dieser Zeit stammt der neue Volksaltar.

## Baubeschreibung
In dem Bau spiegeln sich unterschiedliche Stilrichtungen wider, die bizarre Formenwelt des Expressionismus und die Schlichtheit des Neuen Bauens. Das äußere Erscheinungsbild ist das einer Burg. Der zweiflügelige Gebäudekomplex aus weiß verputzten Mauerwerksbauten besteht aus dem zweigeschossigen Pfarrhaus und der mit einem Walmdach bedeckten Saalkirche mit eingezogenem halbrunden Chor und seitlich angesetztem Rundturm, dessen Rundung im Innenraum mit einer gekrümmten Arkade als Eingang zur Kapelle mit dem Taufbecken leicht eingreift. Bekrönt wird der Glockenturm von einem stark eingezogenen schlanken Kegeldach, auf dessen Spitze eine Turmkugel sitzt. Die Holzbalkendecken des Kirchenschiffs ohne Stützen vermitteln dem Innenraum einen basilikalen Charakter, weil die mittlere in der Breite des Chores höher angeordnet ist. Über der Apsis befindet sich ein Oberlicht, das den Altarbereich indirekt belichtet. Das Kirchenschiff hat fünf Fensterachsen mit nur linksseitiger Fensterreihung. Das Portal befindet sich in einem Anbau an der Giebelseite.

## Glocken
In der Glockenstube hängen zwei Bronzeglocken:
| Gießer                  | Gießjahr | Schlagton | Gewicht (kg) | Durchmesser (cm) | Höhe (cm) | Inschrift                                                                                        |
| ----------------------- | -------- | --------- | ------------ | ---------------- | --------- | ------------------------------------------------------------------------------------------------ |
| Petit & Gebr. Edelbrock | 1921     |           | 54           | 46               | 39        | HL. MICHAEL, BITTE FÜR UNS. ICH RÜHME DIE TATEN / 1914 + 1918 / DER GEFALLENEN SÖHNE DER HEIMAT. |
| Franz Schilling Söhne   | 1934     | h         | 267          | 77               | 64        | ST: JOSEPH SCHENK UNS DIE FUERBITT UNS HINEIN, BIS IN DIE STERBESTUND.                           |